# Rinnån

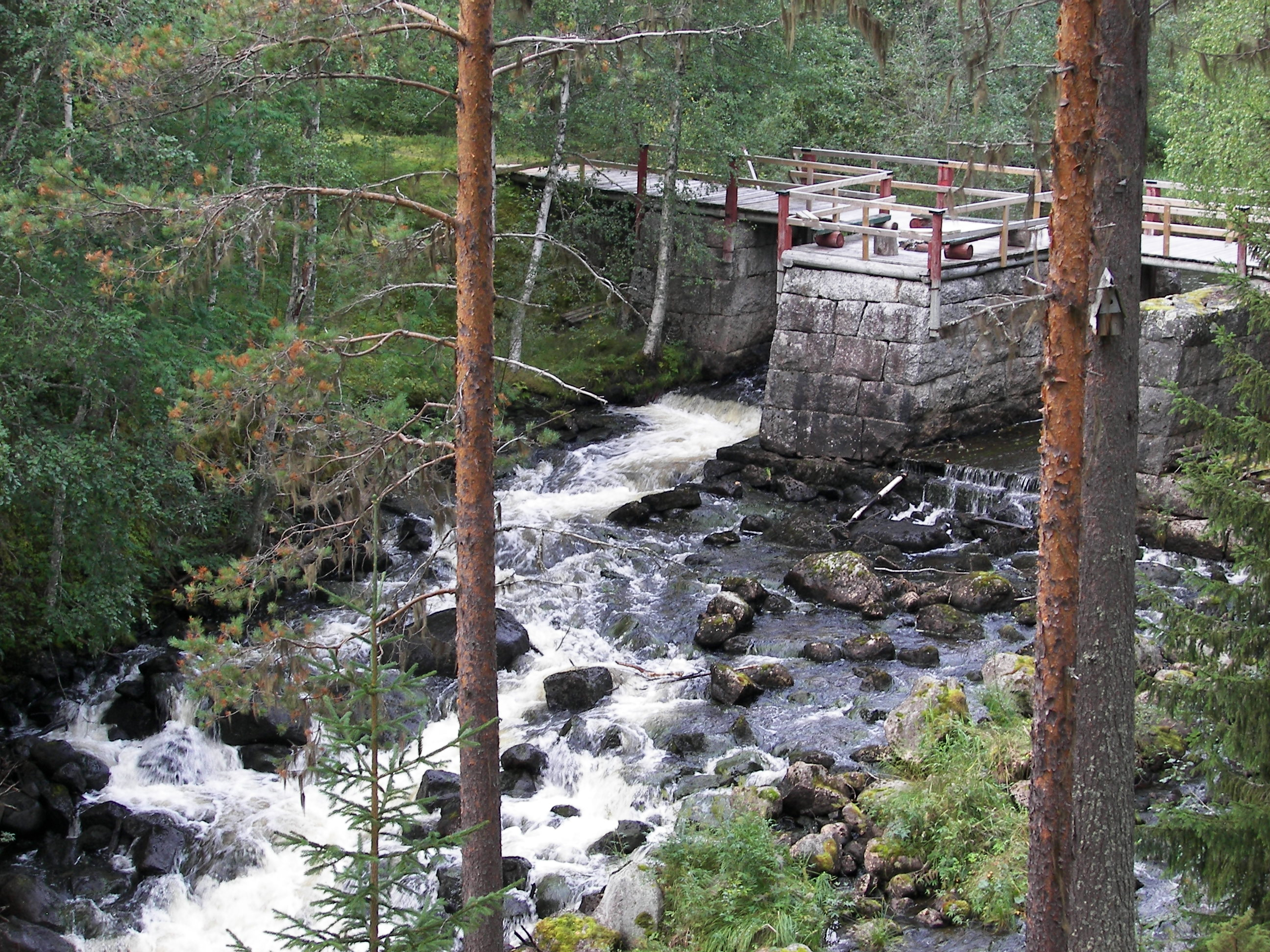
Rinnån i Omsjö

Rinnån är en liten å som mynnar ut i Betarsjön vid byn Junselevallen i Västernorrlands län. Rinnån erbjuder fint fiske på bland annat harr.